# Besdolus bicolor
Besdolus bicolor és una espècie d'insecte plecòpter pertanyent a la família dels perlòdids.

## Hàbitat
En el seu estadi immadur és aquàtic i viu a l'aigua dolça, mentre que com a adult és terrestre i volador.

## Distribució geogràfica
Es troba a Europa: l'Estat espanyol, incloent-hi les províncies d'Albacete, Madrid i Terol.

## Estat de conservació
Atès que habita els trams baixos dels rius, la seua situació és especialment problemàtica i està sotmès a un fort risc de desaparició (igual que altres poblacions europees d'espècies del mateix gènere), ja que, històricament, aquests trams han estat molt alterats per les activitats humanes i és possible que hagi desaparegut d'àmplies zones de la seua distribució geogràfica original sense arribar a confirmar-s'hi la seua presència.